# 佐々木康幸
佐々木 康幸（ささき やすゆき、1973年8月15日 - ）は、静岡県出身の競艇選手。登録番号3909。身長171cm。血液型O型。81期。静岡支部所属。同期に池田浩二、飯山泰、池田浩美らがいる。

## 来歴
- 1997年11月13日、地元浜名湖競艇場で開催された「ファイティング スワローカップ」第2レースでデビュー（4着）。[1]
- 1999年5月4日、浜名湖競艇場での「河合楽器スポーツ杯」で初優勝。
- 2002年2月24日、常滑競艇場での「GI第47回東海地区選手権」でGI初優勝。
- 2010年8月1日、常滑競艇場での「サマーカップ」で優勝（通算38回目）。
- 2010年8月13日、浜名湖競艇場での「中日スポーツ後援湖西市長杯争奪戦黒潮杯」3日目第6レースで通算1000勝達成。
- 2017年1月29日、戸田競艇場での第60回GⅠ戸田プリムローズで怪物モーター44号機を引き当て、予選を6戦4勝2着1回と好成績で突破するも、準優勝戦で3着に敗れ優出はならなかった。

## SG・GI・GII優勝歴

### SG
- 東日本大震災被災地支援競走・第16回オーシャンカップ競走（2011年7月18日・蒲郡競艇場.22まくり差し）

### GI
- 第47回 東海地区選手権（2002年2月24日・常滑競艇場）
- 第54回 浜名湖賞（2007年7月10日・浜名湖競艇場）
- 第53回 宮島チャンピオンカップ（2007年10月23日・宮島競艇場）

### GII
- なし